# August Wilhelm Hupel

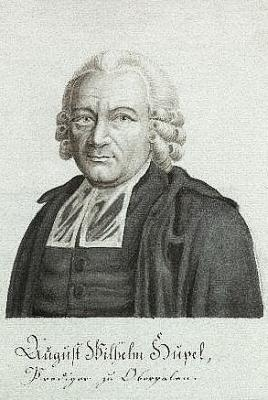
August Wilhelm Hupel

August Wilhelm Hupel, född 25 februari 1737 i Buttelstedt, Sachsen-Weimar, död 18 januari (gamla stilen: 6 januari) 1819 i Weissenstein, guvernementet Estland, var en balttysk präst och skriftställare.
Efter att i 41 år ha varit predikant i Oberpahlen blev Hupel konsistorialråd i Weissenstein. Han var en grundlig kännare av estniskan, av Livlands rätts- och författningshistoria samt de baltiska provinsernas topografi. Hans arbeten Topographische Nachrichten von Liv- und Estland (1774–77), Nordische Miscellaneen (1781–91) och Neue nordische Miscellaneen (1792–98), två historisk-geografisk-ekonomiska samlingsverk, i vilka nästan alla anhängare av upplysningsskolan i Livland och Estland tog del, Die estnische Sprachlehre (1780 och 1818), Die gegenwärtige Verfassung der Riga'schen und Reval'schen Statthalterschaft (1789), Idiotikon der deutschen Sprache in Liv- und Estland (1795) och Oekonomisches Handbuch für liv- und estländische Gutsherren (1796) med flera är därför rika källskrifter för dessa nejders lokalhistoria.